# Apache Rocks the Bottom!
Apache Rocks the Bottom! ist ein Lied der deutschen Technoband Scooter aus dem Jahre 2005. Es wurde von den drei Mitgliedern H. P. Baxxter, Jay Frog und Rick J. Jordan zusammen mit Jens Thele auf Basis des von Jerry Lordan verfassten Liedes Apache von The Shadows geschrieben und von der Band selbst produziert. Es war ursprünglich auf keinem ihrer regulären Studioalben zu finden, wurde aber im Zuge der 2013 erschienenen 20 Years of Hardcore-Reissue-Reihe in sechs verschiedenen Versionen als Bonustitel auf dem Werk Who’s Got the Last Laugh Now? inkludiert.

## Musik und Text
Apache Rocks the Bottom! beginnt mit einem orchestralen Einspieler in Form von Zwölftonmusik, der an Filmsoundtracks während spannungsgeladener Szenen erinnert. Nach 19 Sekunden setzt dann allerdings ein stampfender, harter Techno-Beat ein, der sich mit Ausnahme von wenigen kurzen Momenten durch das ganze weitere Lied zieht. H. P. Baxxter ruft auf diesem in Form von Ansagen die beiden Strophen. Am Ende seiner Zeilen sind oftmals elektronische Soundeffekte und kurze Stimmschnipsel eingespielt. Der Refrain besteht aus einem gitarrenlastigen Sample des Instrumentalliedes Apache, während der Vocalist zunächst den Ausruf „Rock Bottom“ wiederholt, teilweise mit einem Vocoder verzerrt. Im Laufe des Liedes, insbesondere in der Bridge, bei welcher ein anderer Ausschnitt des Originalliedes zu hören ist, wird dieser jedoch noch durch andere Zeilen ergänzt. Wie für die Band üblich wird ab Einsetzen des Beats der Klang eines Livepublikums künstlich eingespielt, obwohl es sich um eine Studioaufnahme handelt.
Inhaltlich besteht der Track aus Selbstdarstellungen von Baxxter, in denen er seine eigene lyrische Qualität anpreist, während er bemerkt, dass sich der Zuhörer nur im unteren Ende der Charts wiederfindet. In der Bridge droht er damit, dass er keine Pistole bräuchte, um zu schießen, da seine Worte dies erledigen würden.

## Musikvideo
Das Musikvideo zu Apache Rocks the Bottom! ist optisch an Gangsterfilme, die in den 1920er bzw. -30er Jahren spielen, angelehnt. Sämtliche Männer tragen Zoot Suits, die Frauen sind teilweise mit luxuriösen Halsketten geschmückt und mit eleganter, allerdings auch freizügiger Bekleidung angezogen. H. P. Baxxter sitzt entweder von Frauen umgeben auf einem Stuhl, befindet als stiller Beobachter inmitten des Geschehens oder steht abwechselnd zusammen mit den anderen beiden Bandmitgliedern oder einer Frau vor einer Holzwand. Er hält dabei ständig einen Gehstock in den Händen. Die Stimmung im Zimmer ist zunächst ausgelassen und ähnelt einer Feier; mit Begeisterung der männlichen Zuschauer versuchen sich mehrere Frauen im Reiten eines mechanischen Bullen. Auf der Fete wird auch mit Karten gespielt, wobei im Laufe des Videos eine Schlägerei ausbricht. Diese artet immer weiter aus, bis auch Personen, die an der Tischrunde überhaupt nicht beteiligt waren, daran teilnehmen. Personen werden mit Glasflaschen, Tischen oder Stühlen attackiert, oder bekommen Fußtritte in die Weichteile. Am Ende werden die Männer von den Frauen überwältigt, welche deren Geld einstecken.

## Erfolg
In einigen europäischen Ländern war Apache Rocks the Bottom! ein moderater bis großer kommerzieller Erfolg. Während sich der Song in Dänemark und Finnland auf den Plätzen fünf und zwei positionieren konnte, schaffte er es in Deutschland, Österreich und der Schweiz auf die Nummern 24, 23 und 54.

## Rock Bottom
Auf dem einen Monat vor der Single erschienenen Album Who’s Got the Last Laugh Now? befindet sich ein Lied namens Rock Bottom, welches die Basis für Apache Rocks the Bottom! darstellt. Statt des Samples des The-Shadows-Songs, welcher auf der LP dafür eine vollwertige Coverversion erhielt, wird dort der Refrain des Liedes Explode von Jordan & Baker verwendet, weiters fehlt das Intro, und die Soundeffekte während der Strophen sind leicht anders angeordnet. Auch unterscheidet sich die Bridge: in Form eines Call-and-Response-Teils wiederholt H. P. Baxxter die Worte „Rotter! Rotter! Rotter! Rotter!“, worauf das Publikum mit „Dam! Dam! Dam! Dam!“ antwortet. Unmittelbar vor dieser ertönt ein kurzer Dialog, der dem Intro des Liedes Alles Naar De Klote der Band Euromasters entnommen ist.
Auch von diesem Musikstück existiert seit dem 8. Mai 2006 eine Singleauskopplung, bei welcher Apache Rocks the Bottom! als B-Side fungiert. Diese erschien allerdings nur in den Niederlanden, wo sie Platz 79 der dortigen Hitparade erreichen konnte.